# Бунтман, Сергей Александрович
Серге́й Алекса́ндрович Бу́нтман (род. 30 июня 1956, Москва, СССР) — советский и российский журналист и радиоведущий, переводчик, педагог. Первый заместитель главного редактора радиостанции «Эхо Москвы» (до 2022). Заслуженный работник культуры Российской Федерации (1999).

## Биография
Отец — Александр Давыдович Бунтман (1926—2018); мать — Елена Петровна Бунтман (1924—2009), дочь Петроса Артемьевича Бекзадяна и Веры Николаевны Контино. Имеет еврейские, армянские, русские, греческие и сербские корни. Внучатый племянник А. А. Бекзадяна, троюродный брат Кирилла Разлогова. Дед Бунтмана по материнской линии, армянин из Нагорного Карабаха, был расстрелян во время Большого террора. После служебной поездки в Карабах в 2011 году власти Азербайджана внесли Бунтмана в список лиц, которым запрещён въезд в страну.
В 1979 году окончил МГПИИЯ имени Мориса Тореза, по образованию — преподаватель французского и английского языков. По вероисповеданию — католик.
Работал руководителем театральной студии в московской школе № 875.
Десять лет вместе с Сергеем Корзуном работал диктором французской редакции международного «Московского радио». В августе 1990 года ушёл на организованную С. Корзуном радиостанцию «Эхо Москвы».
За 32 года вещания «Эха» — автор, ведущий программ и передач: «5Х5», «Пассаж», «Не так!» (совместно с Алексеем Кузнецовым), «Футбольный клуб» (совместно с Василием Уткиным), «Парковка», «И музыка, и слово» (совместно с Алексеем Париным), «Особое мнение», «Вот так! (Звуки Истории)», «Детская площадка», «Открывашка», «Музейные палаты», «96 страниц», «Будем наблюдать», «Дилетанты», «Мой район».
С 1990 года руководитель службы культуры, с 1996 года — директор Программного вещания, с 1998 года — первый заместитель главного редактора.
Читал текст от автора в документальном фильме Евгения Киселёва из цикла «Новейшая история» «Три дня в августе» (ТВ-6, 2001). Также озвучил несколько джинглов «Эха Москвы» (в частности, для передачи «Особое мнение»).
В 2005 году стал лауреатом премии Мориса Ваксмахера за перевод книги Жака Рубо «Грааль Фикция. Рыцарь Молчание». В 2008 году Союзом журналистов России Бунтману была присуждена премия «Золотое перо России». В 2014 году удостоен французского ордена «За заслуги» (Ordre national du Mérite).
После закрытия «Эха Москвы» в 2022 году ведёт авторские программы на YouTube-каналах «Живой Гвоздь» и «Дилетант».
Был членом Вольного исторического общества вплоть до его ликвидации в 2023 году.

## Озвучивание
- 2007 — Медвежьи истории (из мультсериала «Гора самоцветов», анимационный) — читает текст заставки
- 2007 — Ну, вот ещё! (из мультсериала «Гора самоцветов», анимационный) — читает текст заставки
- 2007 — Чепоги (из мультсериала «Гора самоцветов», анимационный) — читает текст заставки
- 2008 — Глинька (из мультсериала «Гора самоцветов», анимационный) — читает текст заставки
- 2009 — Рогатый Хан (из мультсериала «Гора самоцветов», анимационный) — читает текст заставки

## Личная жизнь
Трижды женат. Имеет четверых детей — Евгений (1980), Павел, Елизавета, Вера.
Старший сын, Евгений, — выпускник филологического факультета МГУ (отделение русского языка и литературы, 2002 год). В прошлом — журналист и радиоведущий на радио «Эхо Москвы» (2004—2016, 2018—2022), редактор Arzamas.academy (2016—2018), автор книги «История флагов для детей».